# Сильвестров Юрій Володимирович
Сильвестров Юрій Володимирович (народився 5 січня 1960 р. в с. Інгулець Білозерського району Херсонської обл.) – український перекладач, журналіст, дипломат, кандидат філологічних наук. Член Асоціації перекладачів України. Мати – Сильвестрова Анна Тихонівна, вчителька, батько – Сильвестров Володимир Пантелійович, ветеран Другої світової війни, робітник. 
Виріс у м. Миколаєві, де 1976 року закінчив середню школу. 
У 1982 році закінчив Харківський державний університет ім. М.Горького, факультет іноземних мов, відділення перекладачів за спеціальністю «перекладач німецької мови».

## Перекладацька діяльність
Після закінчення військової кафедри при університеті був призваний до армії і упродовж 1982 - 1984 рр. служив офіцером-перекладачем у Групі Радянських військ у Німеччині (НДР). З 1985 до 1987 р. працював гідом-перекладачем Бюро міжнародного молодіжного туризму «Супутник» у Києві. У 1987 р. у журналі Всесвіт (журнал) було опубліковано його переклад оповідання Райнера Кірша «Подарований день, або Маленька лілова туманність». 2021 року у видавництві «Книги-ХХІ» вийшов переклад книжки швейцарського письменника Лукаса Гартмана «Співак». У творі розповідається про останні місяці життя оперного співака Йозефа Шмідта, який виріс у Чернівцях і став мегазіркою у Німеччині першої половини ХХ сторіччя. Утім, ненадовго, адже був євреєм.  2023 року те саме видавництво випустило переклад роману-антиутопії Сибілли Берґ «GRM. Мозкотрах». 2024 року вийшов переклад роману Петера Штамма «Лагідна байдужість світу». Також 2024 року Німецький Бундестаг випустив здійснений Ю. Сильвестровим переклад українською мовою Основного закону (Конституції) Федеративної Республіки Німеччина. 
Брав участь як перекладач у підготовці таких видань: «Умови бізнесу в Німеччині: як організувати та налагодити бізнес на найбільшому ринку Європи», «Свобода та безпека. Програма принципів ХДС», «Сучасний медіа-менеджмент в друкованих ЗМІ. Шляхи роздержавлення української преси», «Зміна клімату, енергоефективність та відновлювані джерела енергії», «Захищений секс… безумовно!», «Право та публічне управління. Літня школа з права та публічного управління для українських слухачів магістерського курсу в ІМО ВШЕП, 2009-2012 рр.». 
Наразі працює в Представництві Фонду Конрада Аденауера в Україні. Перекладає для інших німецьких установ, що мають представництва в країні (Німецьке товариство міжнародної співпраці (GIZ), Гете-інститут, політичні фонди). Багато працює для німецьких ЗМІ, що готують матеріали про Україну. Перекладав практично всіх Президентів, Прем’єр-міністрів і Голів Верховної Ради України після проголошення Незалежності, багатьох політиків Німеччини вищого рангу.

## Журналістика
Перші публікації з’явилися під час навчання в університеті. З 1987 до 2000 рр. працював у Головній редакції передач німецькою мовою Національної радіокомпанії України. З 1991 до 1992 рр. проходив річну практику на радіостанціях «Баварське радіо» та «Німецька хвиля» (ФРН). Після повернення до України працював позаштатним кореспондентом для німецьких радіостанцій. З  грудня 1998 до квітня 1999 рр. готував відкриття української редакції на «Німецькій хвилі» (Кельн) і працював у російській редакції. Оскільки у зв’язку зі зміною німецького уряду рішення про організацію  українського мовлення було відкладено, повернувся до України. Був продюсером при зйомках декількох документальних фільмів про Україну для німецьких телеканалів: 
·       „Was bin ich wert“ (Скільки я вартую), реж. Петер Шарф,2014   
·       „Menschen(un)rechte in der Ukraine“ (Відсутні) права людей в Україні), реж. Харді Хаусберг, Свен Лоріг, 2012
·        Фільм про підготовку України до ЄВРО-2012, реж. Марк Шльомер, 2012
·        „Tschernobyl – 20 Jahre danach“ (Чорнобиль –20 років потому), реж. Томас Айхберг, 2006
·        „Betuchter Ehemann gesucht“ (Шукаю заможного чоловіка), реж. Томас Айхберг, 2006
·        „Ich will ein echter Kosakenreiter werden“ (Хочу стати справжнім козаком), реж. Штефані Кьоне, 2006
·        „Partymeile Dnepr“ (Тусовки на Дніпрі), реж. Томас Айхберг, 2006

## Дипломатична діяльність
З 2000 до 2003 рр. працював першим секретарем (прес-аташе) в Посольстві України у ФРН. Відповідав за зв’язки з пресою, публікацію іміджевих матеріалів про Україну в  німецькій пресі, організацію прес-зустрічей українських політиків із німецькими журналістами. 

## Наукова робота
У 1996 р. захистив кандидатську дисертацію на здобуття наукового ступеня кандидата філологічних наук «Семантико-стилістичні та прагматичні особливості російського рекламного тексту (за матеріалами газетної реклами)» в Київському національному університеті імені Тараса Шевченка. Це була перша дисертація в Україні, у якій реклама розглядалася з лінгвістичної точки зору.  
Має низку публікацій, присвячених теоретичним і практичним аспектам реклами, зокрема:
К проблеме типологии рекламного слова //Лексика русского языка и методика её изучения в вузе и школе: Сб. научн. тр. – Киев – Харьков, 1993. – С. 51-57.
Текст в рекламной коммуникации //Текст и методы его анализа: Материалы VII научной конференции по проблемам семантических исследований. – Харьков, 1994. – Ч.1. Теоретические основы лингвистики текста. – С. 85-88. 
Техніка реклами: максими та афоризми //Бізнес-РІО. – 1994. - № 15. – С. 5.
Техніка реклами: спілкування зі споживачем //Бізнес-РІО. – 1994. - № 17. – С. 5. 
Рекламная коммуникация: манипуляция с семантикой //Язык: антропоцентризм и прагматика: Сб. исследований по антропосемиологии. – Киев – Москва – Кривой Рог, 1995. – С. 191-200.  

## Родина
Дружина Сильвестрова Наталія Миколаївна, вчителька французької мови.
Син Олег, випускник Київського національного університету імені Тараса Шевченка, перекладач німецької та англійської мов, психолог, до 2024 року працював у галузі піару, після початку повномасштабної війни служить у ЗСУ, учасник бойових дій. 
Дочка Ольга, випускниця Київського національного університету імені Тараса Шевченка, працює в галузі комп’ютерних технологій.

## Хобі
Література, сучасна музика, живопис.